# Osadnik petropolitana
Osadnik petropolitana (Lasiommata petropolitana) – motyl dzienny z rodziny rusałkowatych.

## Wygląd
Rozpiętość skrzydeł od 36 do 42 mm, dymorfizm płciowy dość wyraźny.

## Siedlisko
Polany, drogi w lasach bukowych i świerkowych z odkrytym kamienistym podłożem.

## Biologia i rozwój
Wykształca jedno pokolenie w roku (maj-lipiec). Rośliny żywicielskie są liczne m.in.: wiechliny i kostrzewy. Jaja barwy białawej składane są pojedynczo na liściach rośliny żywicielskiej. Larwy wylęgają się po ok. tygodniu, żerują w nocy. Zimuje larwa lub poczwarka. Niezimujące larwy rozwijają się 3-5 tygodni, a poczwarki 2-3 tygodnie.

## Rozmieszczenie geograficzne
Gatunek eurosyberyjski, w Polsce występuje w Tatrach (do wysokości 1450 m n.p.m.), a także w Gorcach, Pieninach i Beskidzie Sądeckim. W Puszczy Białowieskiej po raz ostatni obserwowano go w latach 80. XX wieku.